# Финал Кубка Шотландии по футболу 1881
Финал Кубка Шотландии по футболу 1881 года — финальный поединок 8-го розыгрыша Кубка Шотландии сезона 1880/81, в котором встречались клубы «Дамбартон» и «Куинз Парк». Первый матч состоялся 26 марта 1881 года на стадионе «Киннинг Парк» в Глазго. Матч завершился со счётом 2:1 в пользу команды из Дамбартона, однако после того, как «Куинз Парк» опротестовал итог матча, он был переигран 9 апреля. Однако он также завершился в пользу «Дамбартона» со счетом 3:1.

## Путь к финалу
| Дамбартон         | Дамбартон | Раунд     | Куинз Парк                                                                 | Куинз Парк |
| ----------------- | --------- | --------- | -------------------------------------------------------------------------- | ---------- |
| Оппонент          | Результат |           | Оппонент                                                                   | Результат  |
| Фалкирк           | 7:1       | Раунд 3   | Пилгримс                                                                   | 8:1        |
| Глазго Юниверсити | 9:0       | Раунд 4   | Бит                                                                        | 11:2       |
| Сент-Миррен       | 1:5       | Раунд 5   | Мохлин                                                                     | 0:2        |
| Кемпси Централ    | 1:10      | Раунд 6   | Рейнджерс                                                                  | 1:3        |
| Вейл оф Левен     | 2:0       | Полуфинал | «Куинз Парк» автоматически попал в финал из-за нечетного количества команд |            |
|                   |           |           |                                                                            |            |

## Матч

### Отчёт о матче

#### Первая игра
| Дамбартон | 2:1      | Куинз Парк |
| --------- | -------- | ---------- |
|           | Протокол |            |

#### Переигровка
| Дамбартон | 3:1      | Куинз Парк |
| --------- | -------- | ---------- |
|           | Протокол |            |